# Дума города Томска
Дума города Томска — представительный орган местного самоуправления муниципального образования «Город Томск».
Депутаты Думы избираются на 5 лет в количестве 37 человек, из которых 27 человек — по мажоритарной системе и 10 человек — по пропорциональной системе.

## VII созыв (2020—2025)
13 сентября 2020 года состоялись очередные выборы в городскую думу, на которых партия «Единая Россия», хотя и получив большинство голосов, потеряла большинство в парламенте.
Однако на первом собрании нового созыва Думы, её спикером был избран представитель «Единой России» Чингис Акатаев, за кандидатуру которого проголосовали 11 депутатов из «Единой России», 2 из «Новых людей», 3 от Справедливой России, 1 от Партии роста и 3 из КПРФ. Оппозиционный кандидат Ксения Фадеева от «России будущего» получила 15 голосов.
5 декабря 2023 года Чингис Акатаев досрочно покинул пост председателя думы. До этого Акатаев сообщил о конфликте с Администрацией Томской области и давлении на него со стороны первого вице-губернатора Андрея Дунаева.

## Председатели
C 1994 по 2001 год собрание думы вел мэр города.
- Плетнёв, Олег Николаевич (2001—2002)
- Николайчук, Николай Алексеевич (2002—2007)
- Чуприн, Александр Николаевич (2007—2010)
- Ильиных, Сергей Евгеньевич (2010—2015)[11]
- Панов, Сергей Юрьевич (2015—2020)[12]
- Акатаев, Чингис Маметович (2020—2023)
- Петров, Андрей Геннадьевич (и.о.; 2023—2024)[13]
- Сеченов, Сергей Геннадьевич (с 2024)[14]